# Protestantischer Friedhof Augsburg

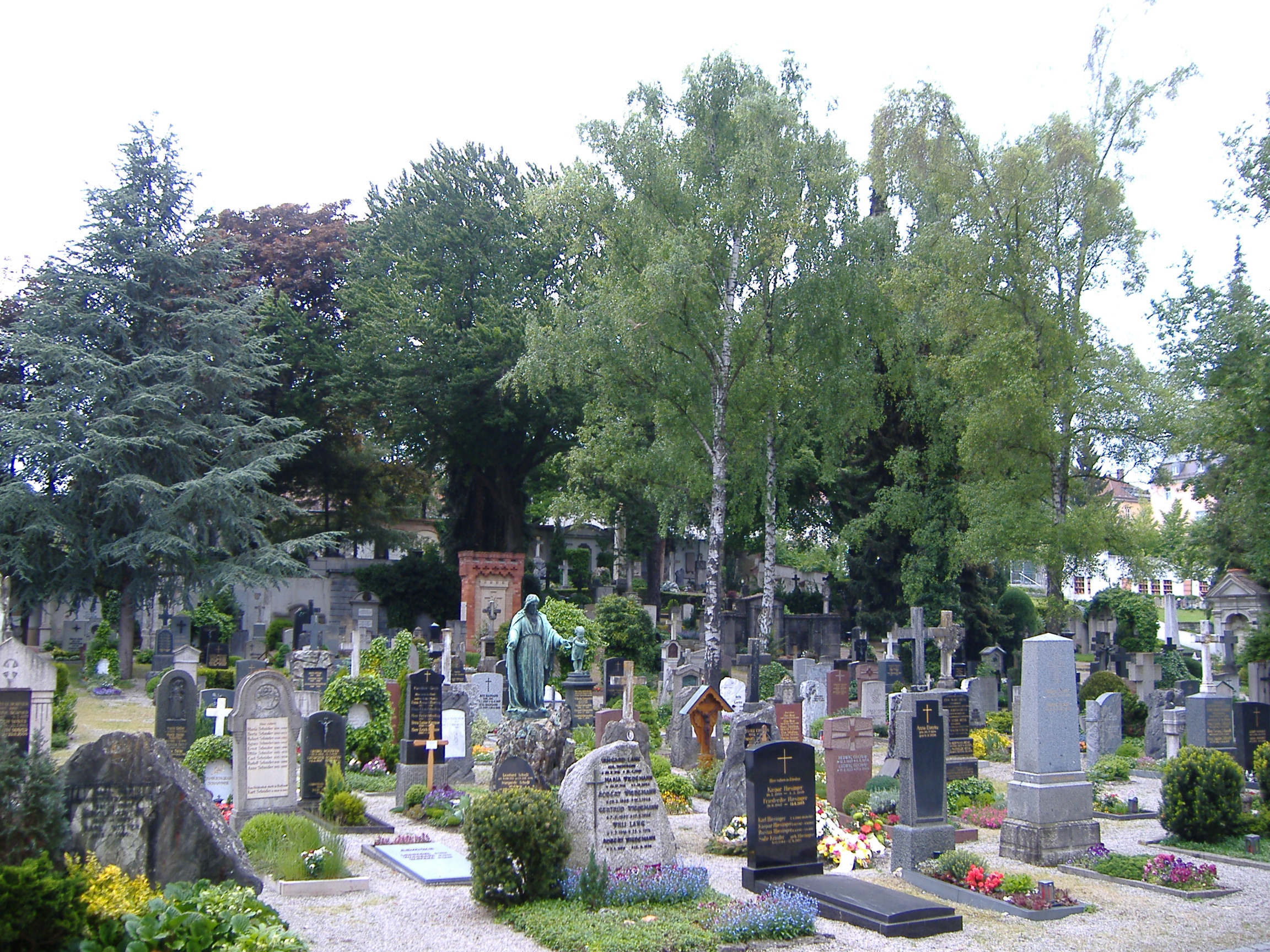
Blick über den Friedhof

Der Protestantische Friedhof in Augsburg hat etwa 9.500 Grabstellen bei einer Größe von etwa 6 ha und liegt im Stadtteil Augsburg-Hochfeld.

## Geschichte und Nutzung
Der Friedhof wurde 1534 vom Magistrat der Stadt Augsburg angelegt und befand sich zu jener Zeit außerhalb der Stadtmauern. Er wird immer noch genutzt und ist damit der älteste Augsburger Friedhof, auf dem Bestattungen durchgeführt werden.
Im Jahr 1700 wurde das Verwaltungsgebäude erbaut.
Ab 1825 kam eine Kirche dazu, die nach Plänen von Johann Michael Voit und August von Voit im klassizistischen Stil erbaut wurde. In der Kirche befindet sich eine Orgel mit 14 Registern, ein Werk des Orgelbauers Rudolf Kubak.
1837 wurde eine Aufbahrungshalle hinzugefügt. 
1884 wurde der Friedhof um den Südteil und 1928 um den Nordteil erweitert.
Seit 1999 gibt es eine Urnennischenwand auf dem Friedhof, die vom Architekturbüro Meier und Meyr konzipiert wurde.

## Denkmalschutz und Dokumentation
Die Friedhofsanlage steht seit 1989 unter Ensembleschutz.
Eine Besonderheit des Friedhofs ist seine Sammlung alter Grabbücher, die bis zurück zum Jahr 1658 erhalten geblieben sind. In diesem Archiv sind auch die Grabdenkmalinschriften des 18. Jahrhunderts verzeichnet.
Die Inschriften der im Jahr 1837 vorhandenen Grabstätten wurden von Ferdinand Seydel transkribiert und 1838 veröffentlicht. Im Friedhofsprojekt des Bayerischen Landesvereins für Familienkunde wurden die Namen dieser Verstorbenen erfasst. Sie sind im Projekt als Friedhof „Augsburg, 86152“ zu finden.

## Bildergalerie

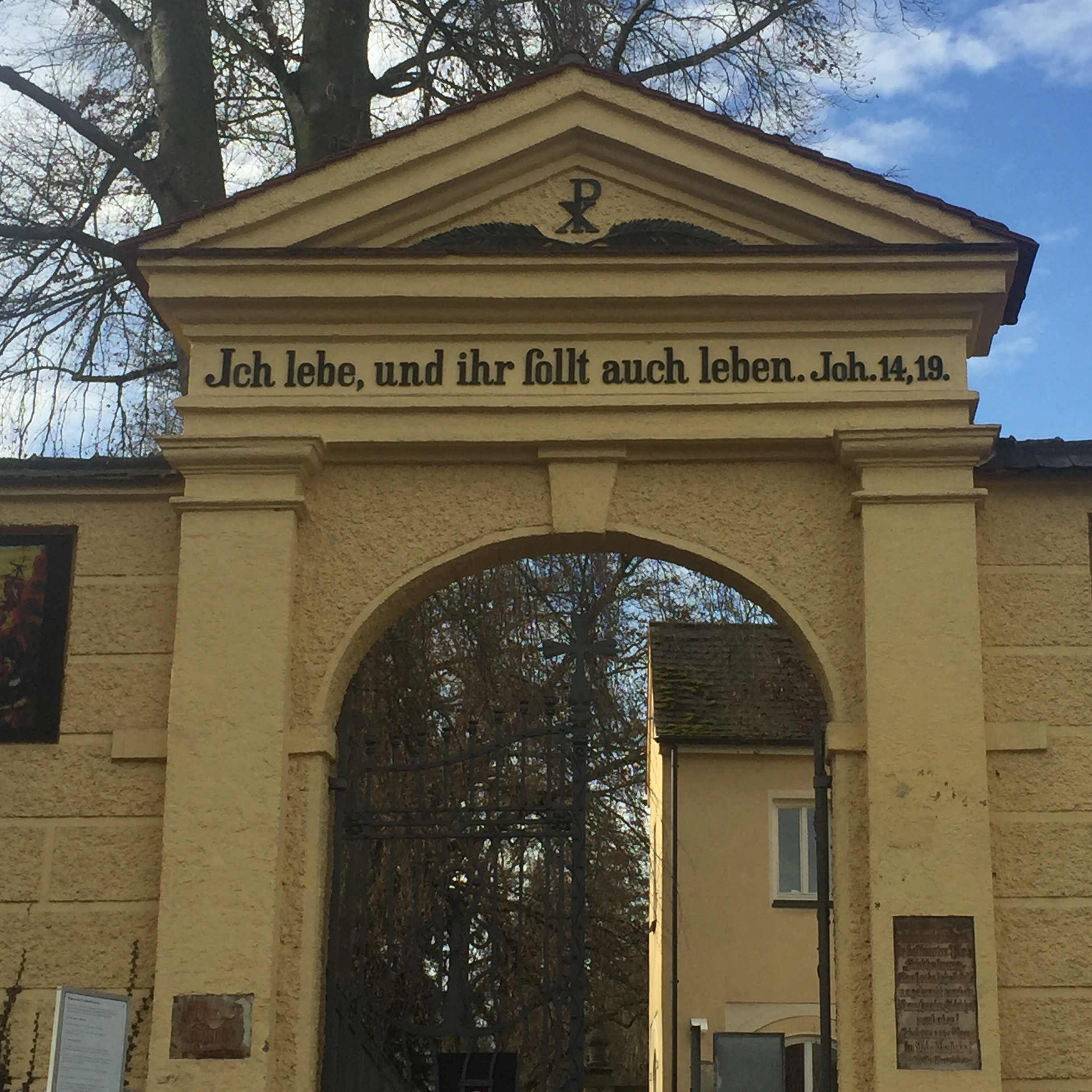
Eingangsportal an der Haunstetter Straße
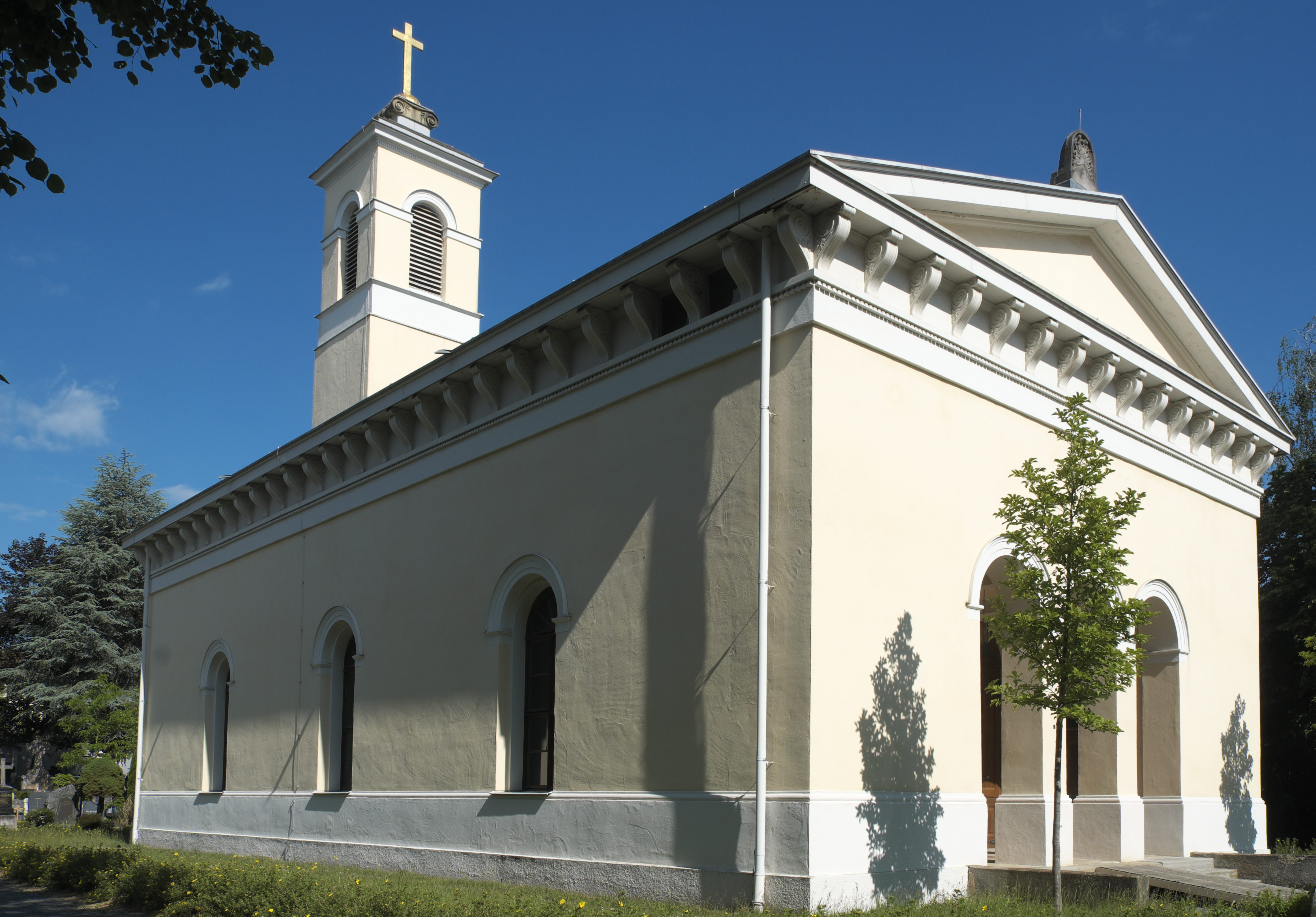
Friedhofskirche
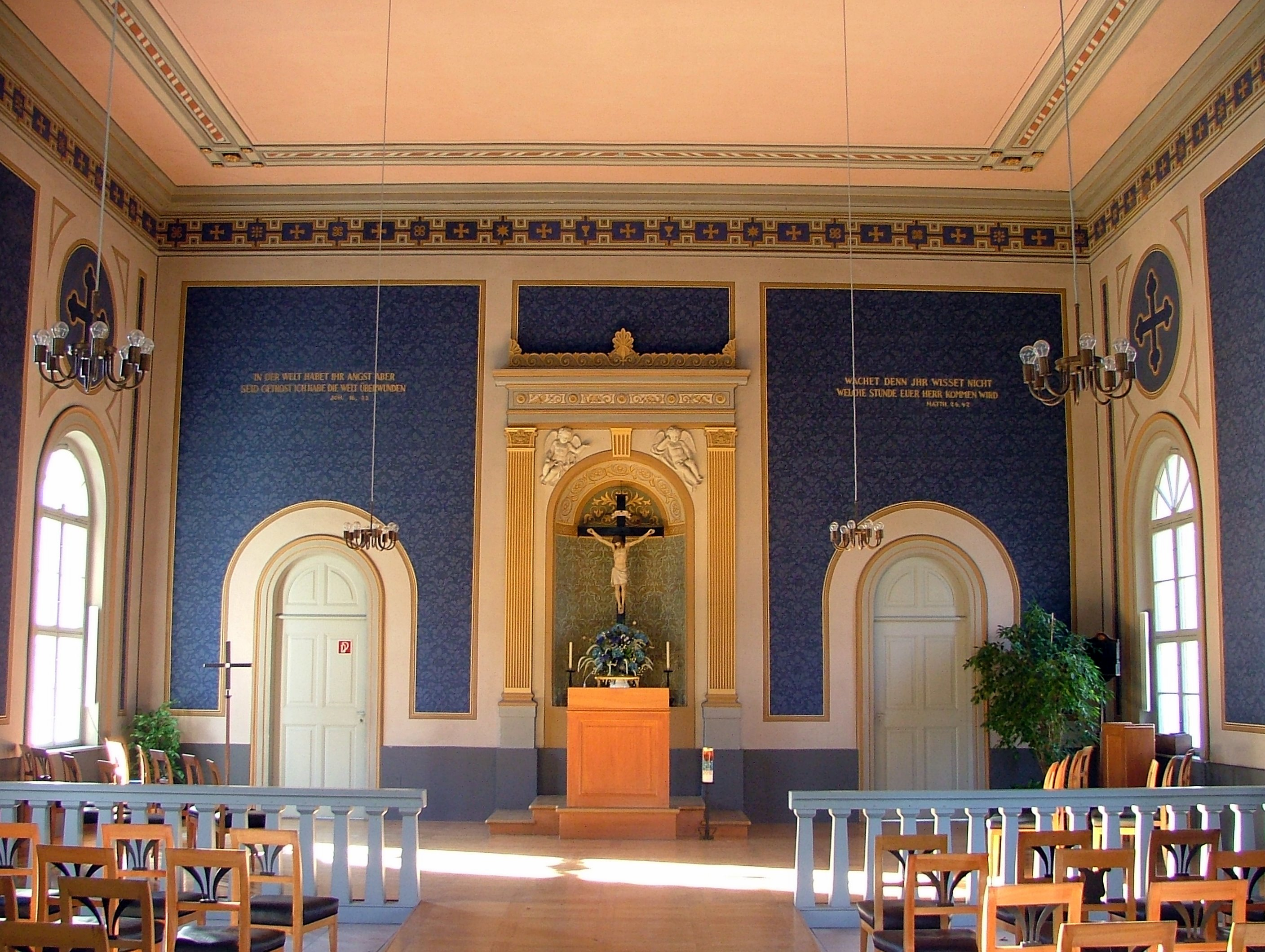
Friedhofskirche (Innenansicht)
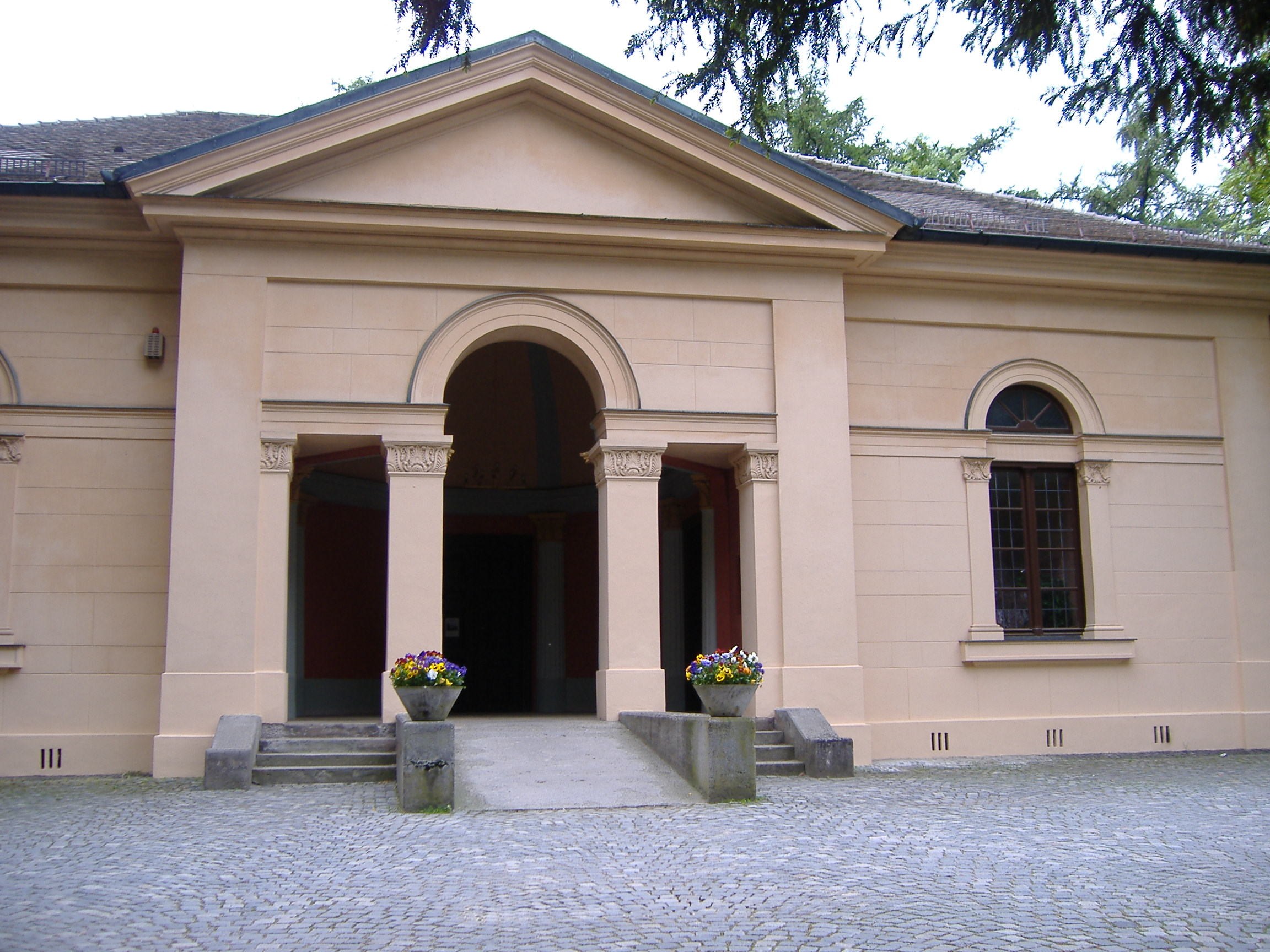
Leichenhalle
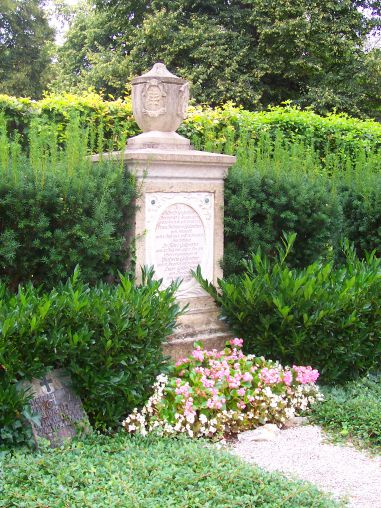
Karl Albert Gollwitzers Grab
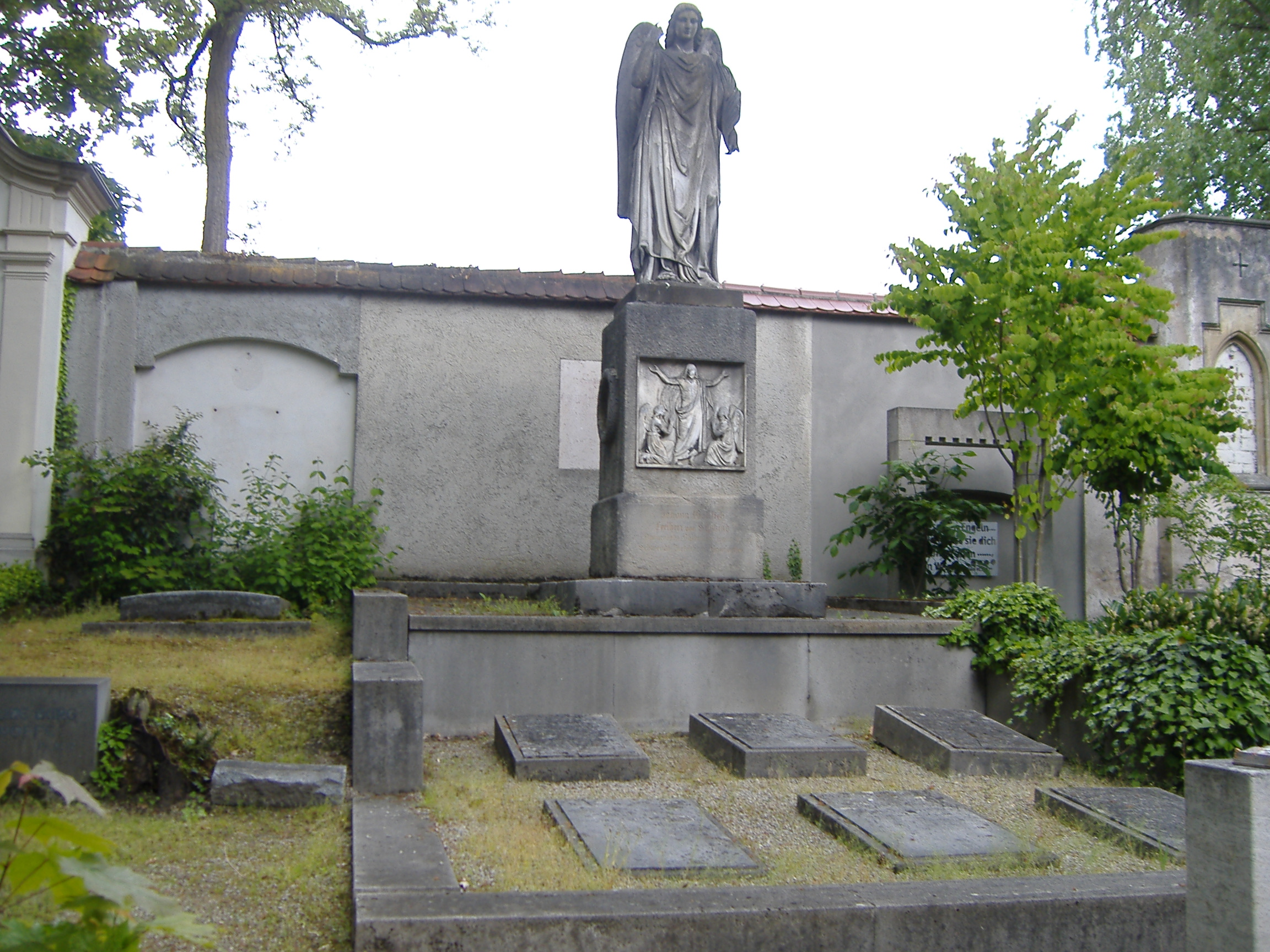
Grabstätte derer von Süßkind
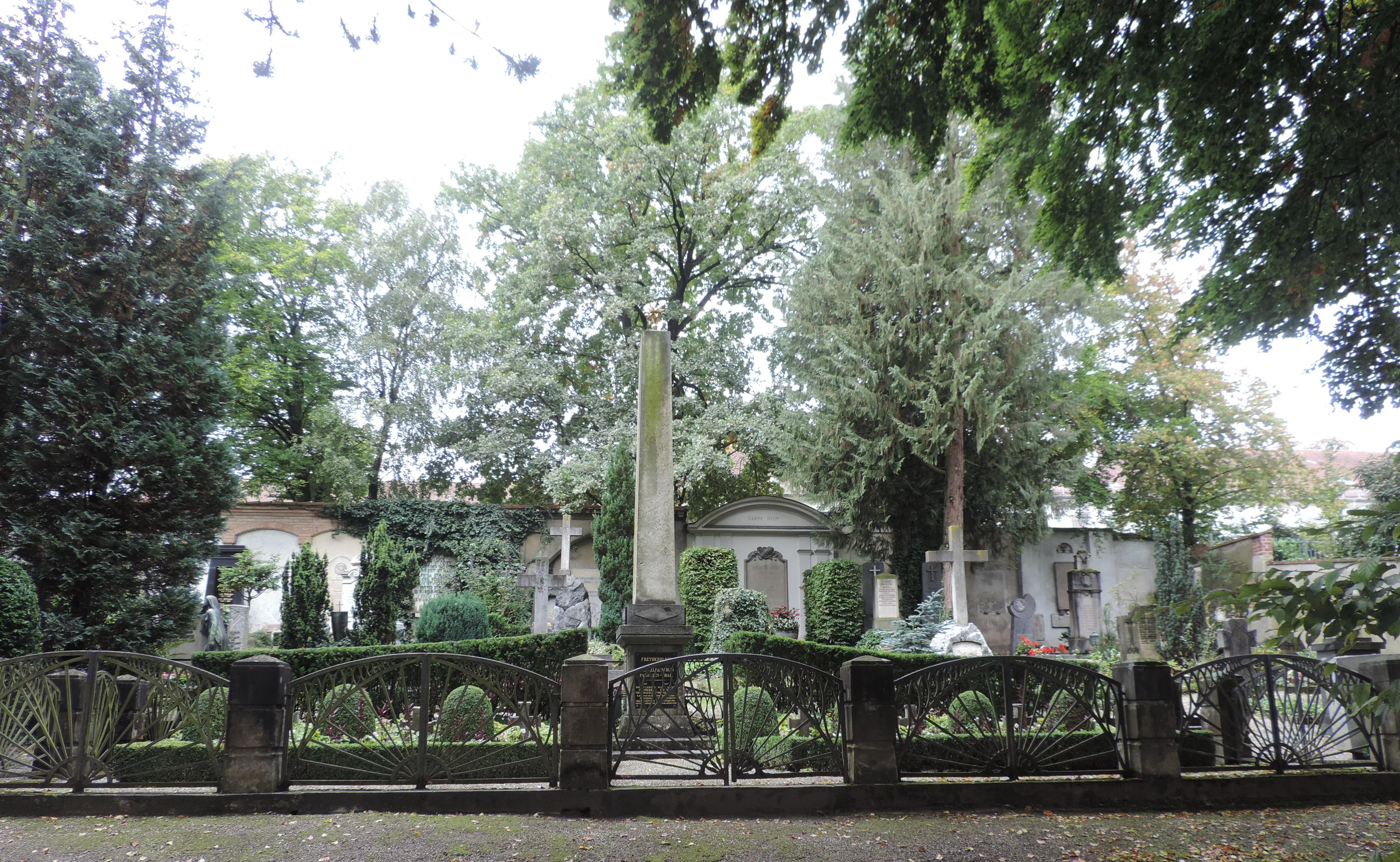
Familiengrabstätte derer von Schaezler
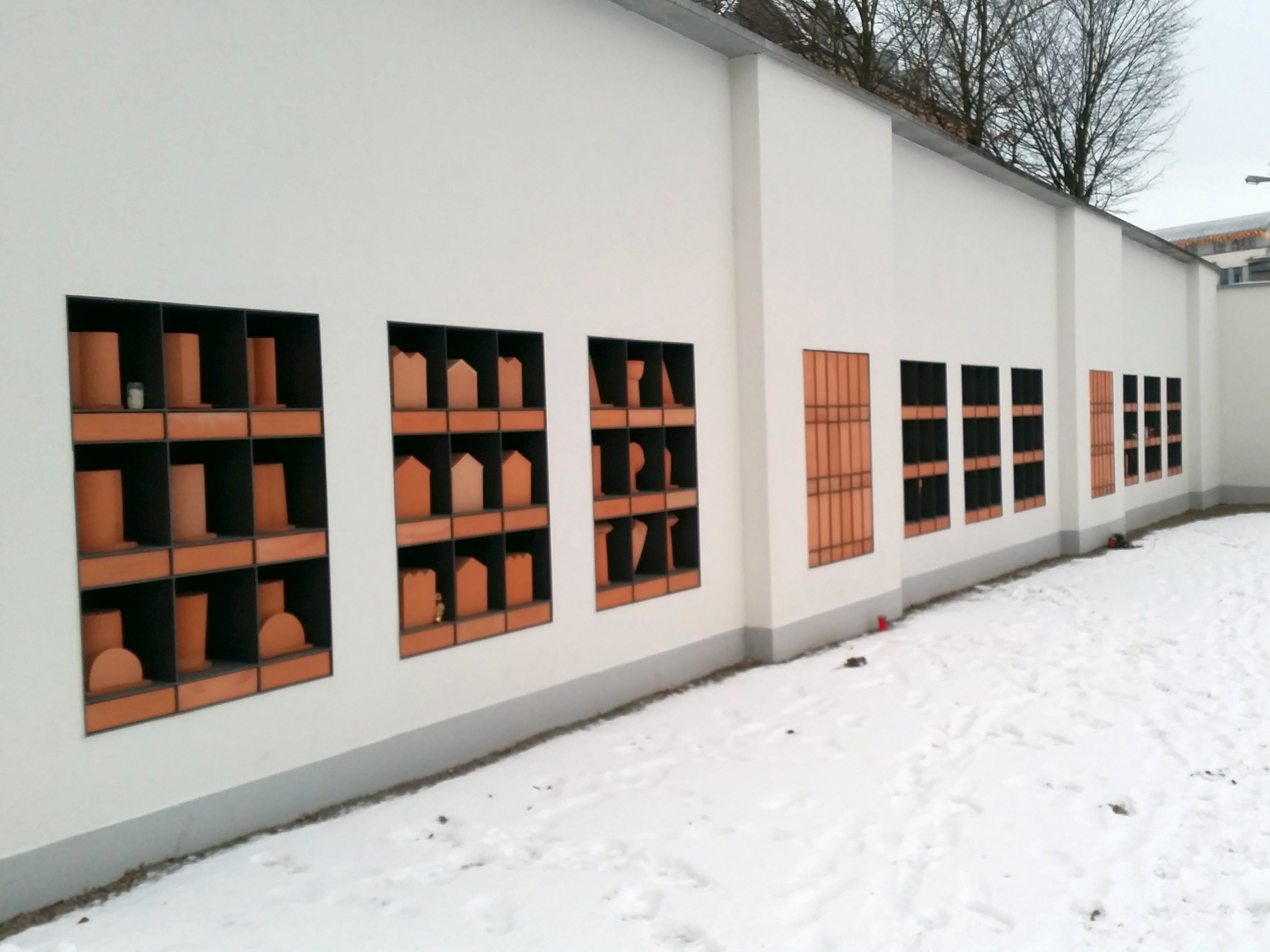
Urnennischenwand

## Gräber bekannter Persönlichkeiten (Auswahl)
- Familiengrab der Welser, Patriziergeschlecht
- Familiengrab der Freiherren von Süßkind, Patriziergeschlecht
- Familiengrab der Freiherren von Schaezler, Patriziergeschlecht
- Familiengrab  Riedinger, Industrielle
- Familiengrab Forster, Kattunfabrikant und Stifter
- Familiengrab Firnhaber-Merz, Industrielle und Stifter
- Familiengräber der Hößlin, Industriellenfamilie des 18. Jahrhunderts
- Familiengrab der Stetten, Patriziergeschlecht
- August Bomhard, Dekan
- Wilhelm Butz, Fabrikant
- Carl Buz, Gründer und Direktor der MAN
- Heinrich von Buz, Gründer und Direktor der MAN
- Bertolt Brechts Eltern
- Karl Albert Gollwitzer, Baumeister
- Stephanie Guiot du Ponteil, Philanthropin
- Max Gutmann, Mäzen
- Elias Holl, Stadtbaumeister
- Karl-August Keil, Mathematiker
- Jean Keller, Architekt und Baumeister
- Ilse Lichtenstein-Rother, Erziehungswissenschaftlerin, Professorin für Grundschulpädagogik
- Gerhard Ludwig, Architekt
- Xaver Müller, Steinmetzmeister
- Christoph Friedrich Nilson, Historienmaler und Freskant
- Walther Schmidt, Architekt und Stadtbaurat
- Georg Steinbacher, Ornithologe und Zoodirektor
- Anna Barbara von Stetten, Schulstifterin
- August Wessels, Fabrikant
- Wilhelm Wichtendahl, Präsident des Bundes Deutscher Architekten